# Pëtr Lavrovič Lavrov
Pëtr Lavrovič Lavrov (in russo Пётр Лаврович Лавров?; Melechovo, 14 luglio 1823 – Parigi, 6 febbraio 1900) è stato un giornalista, filosofo e rivoluzionario russo.

## Biografia
Lavrov ebbe origini nobili. Suo padre era un colonnello d'artiglieria in pensione, la madre proveniva da una famiglia svedese. Dal 1837 al 1842 studiò nella Scuola di artiglieria di San Pietroburgo, mostrando grande attitudine per la matematica ma interessandosi anche di scienze sociali, con un particolare interesse per i socialisti utopisti. 
Dal 1844 insegnò matematica nella stessa scuola nella quale si era laureato. Sposò nel 1847 una vedova con due bambini, dalla quale ebbe quattro figli. La necessità di guadagnare per mantenere la sua numerosa famiglia lo portarono a insegnare anche all'Accademia di artiglieria e alla Scuola militare di San Pietroburgo, oltre che a collaborare con l'«Аrtillijskogo žurnala». Pubblicò anche poesie, collaborò al Dizionario enciclopedico russo, fu membro del Comitato del fondo letterario, del Circolo degli scacchi - presto sciolto dalla polizia - e della Società per il lavoro femminile.
La morte di Nicola I gli fece sperare che le cose in Russia potessero presto cambiare, anche se, come scrisse a Herzen nel 1856, si mostrò timoroso che le riforme annunciate dall'alto potessero rovinare la piccola nobiltà, la classe che era all'origine dell'intelligencija, compromettendo lo sviluppo della cultura russa. D'altra parte, si esprimeva per una reale liberazione dei contadini, che evitasse che venissero «sfruttati in futuro dai funzionari e dal kulak». Nel 1859 pubblicò il Saggio sulla teoria della personalità, apparso in due puntate sull'«Otečestvennye zapiski» e ristampato nel 1860 con il titolo Saggio sui problemi della filosofia pratica e dedicato a Herzen e a Proudhon. Era un tentativo di dedurre dalla filosofia hegeliana princìpi di comportamento, che Černyševskij liquidò come eclettismo.
Quando nel 1861 la liberazione dei servi divenne legge, si convinse che occorresse un rinnovamento generale della società russa, e che le riforme graduali fossero improponibili: «A poco a poco matura la coscienza sociale; quando però s'è risvegliata, allora non più passo passo, ma tutt'insieme rivolge la propria critica mordace su tutti i punti che può raggiungere, e ovunque nasce un'insopprimibile esigenza di rinnovamento e di sviluppo».

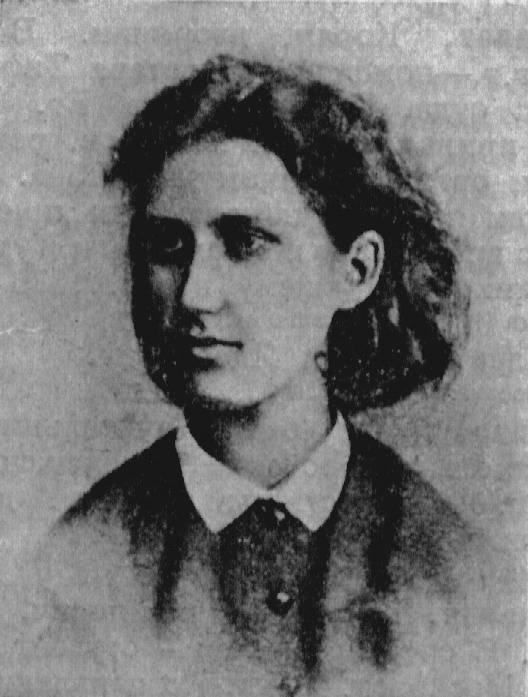
La figlia Marija Petrovna

Lavrov fu una delle vittime della repressione seguita all'attentato contro Alessandro II compiuto da Karakozov il 16 aprile 1866. Il 27 aprile fu arrestato e benché non risultasse alcun elemento di un suo coinvolgimento nell'attentato, né di una sua appartenenza al gruppo di Išutin, ma soltanto di una sua corrispondenza con Herzen e Černyševskij, dopo nove mesi di carcere fu confinato nel governatorato di Vologda, prima nel villaggio di Tot'ma e poi in quello di Kadnikov. Entrò così in contatto diretto con il gruppo di avversari del regime lì confinati: vi erano Šelgunov, Sażin, lo scrittore Girs e diversi studenti seguaci di Černyševskij e ammiratori di Pisarev e di Feuerbach.
A Kadnikov scrisse le Lettere storiche, che furono pubblicate a puntate, dal 1868 al 1869, sulla rivista «Nedelja» (La settimana) e poi in volume, con lo pseudonimo di P. Mirtov, nel 1870. Le Lettere storiche produssero un'«enorme impressione», come se dessero «un'immensa sete di vivere per delle idee generose e di morire per loro», e furono definite «il vangelo rivoluzionario, la filosofia della rivoluzione». Rivolgendosi all'intelligencija russa, Lavrov la invitava a mettersi dalla parte del popolo, per pagare il «debito» che essa aveva contratto con le classi popolari, che con il loro lavoro non riconosciuto permettevano il progresso delle società e mantenevano le classi privilegiate. La presa di coscienza che la società si divideva in una maggioranza di sfruttati e in una minoranza di sfruttatori imponeva l'obbligo morale di schierarsi dalla parte dei primi.
Lavrov stesso aveva deciso di dedicarsi attivamente alla propaganda delle sue idee. Con l'aiuto di un gruppo di rivoluzionari dei quali facevano parte la figlia Marija e il genero Michail Negreskul, il 27 febbraio 1870 fuggì dal confino, riuscì ad espatriare e a raggiungere Parigi. Qui assistette alla nascita della Repubblica, s'iscrisse all'Internazionale e si fece amico di Eugène Varlin e di Leó Frankel. Si recò anche a Bruxelles, dove conobbe César De Paepe.
Pochi giorni dopo il suo ritorno nella capitale francese, l'insurrezione del 18 marzo 1871 dava origine alla Comune nella quale Lavrov vide il primo esempio di potere politico operaio. Scriveva il 28 marzo che gli avvenimenti in corso a Parigi dimostravano che «questa società borghese che sfrutta e demoralizza il proletario non ha alcuna ragione di esistere. Essa non ha dalla sua parte né il diritto morale, né la forza dei numeri e nemmeno la capacità, l'abitudine, l'attività sociale, l'influenza delle concezioni larghe e ben condotte, essa ha dalla sua parte solo la routine».
In maggio era a Londra, dove conobbe Marx ed Engels, per cercare aiuti dal Consiglio generale dell'Internazionale a favore della Comune. Questa cadde in quelle settimane sotto la repressione dell'esercito di Mac-Mahon e Lavrov tornò a Parigi per contribuire a favorire la fuga degli ultimi comunardi rimasti nella capitale. All'esperienza della Comune Lavrov dedicò nel 1879 un opuscolo, La Comune parigina del 18 marzo 1871. Partendo dal presupposto che essa aveva dimostrato «la possibilità di un governo di operai», egli era altresì convinto che «i socialisti non fossero ancora pronti» a prendere nelle loro mani il potere politico. Vi era stata una scarsa organizzazione e si oscillò tra l'adozione di un programma autenticamente socialista e un programma democratico: «la mancanza di un programma economico fece sì che gli elementi realmente socialisti della Comune si lasciassero dominare dalle forze tradizionali, soprattutto dai routiniers del giacobinismo del 1793».
La lezione lasciata dalla Comune era proprio questa, secondo Lavrov: «non c'è terreno, né religioso, né nazionale, né politico, sul quale gli operai proletari abbiano o possano avere il diritto morale di seguire le orme delle classi dominanti o d'una frazione qualsiasi di esse», perché se i dirigenti socialisti ondeggiano non seguendo il loro programma, la massa finirà per seguire «le tradizioni passate» e non sarà più possibile «evitare il ritorno al male antico».
Nel 1872 si trasferì a Zurigo per proseguire, tra la colonia di emigrati russi, l'approfondimento politico e culturale delle idee che stava elaborando. Ai più giovani diede delle lezioni su argomenti storici e scientifici, e venne in contatto con intellettuali già formati, provenienti per lo più dall'Ucraina, come Ivan Vasil'evič Lučickij, futuro storico della Rivoluzione francese, il prossimo marxista Nikolaj Ivanovič Ziber, l'economista Čechanoveckij, il maestro di Tugan-Baranovskij. Ma questi tornarono presto in patria.
Lavrov trattò con Bakunin il progetto di una rivista comune, che non andò in porto per il rifiuto di quest'ultimo di accettare l'impostazione del periodico data da Lavrov: «Nel programma si parla troppo della necessità di una preparazione scientifica» - scrisse l'anarchico russo - «Bella cosa senza dubbio, ma non è affar nostro. Che la diriga pure il colonnello Lavrov, io intanto m'occuperò della causa rivoluzionaria». Rotti i rapporti con Bakunin e i suoi seguaci, avvalendosi della tipografia dello studente Smirnov e di pochi altri collaboratori Lavrov fondò una propria rivista, il «Vperëd» (Avanti), il cui primo numero uscì a Zurigo nell'agosto del 1873.
Definitasi «radical-socialista», la rivista s'impegnava in un'opera di preparazione culturale della gioventù intellettuale russa, destinata a porsi alla testa del movimento rivoluzionario, essendo «il sapere la forza fondamentale della rivoluzione che si prepara, la forza essenziale per realizzarla». Istruendo preliminarmente se stessa, l'intelligencija sarebbe stata in grado d'istruire il popolo, senza la cui partecipazione nessuna rivoluzione sarebbe stata possibile.
Il suo appello fu generalmente frainteso in Russia, dove apparve un invito a non intraprendere azioni politiche. Nikolaj Čajkovskij si fece interprete del disagio suscitato dai suoi articoli scrivendo al «Vperëd» che la maggioranza della gioventù russa aveva «imparato a conoscere la vita dai romanzi di Rešetnikov, dai racconti di Uspenskij, dalle satire di Ščedrin», viveva di «sogni astratti» e, credendo nella verità dei propri ideali, era pronta a metterli in atto. Era perciò necessario non ostacolarla, ma esortarla, dimostrando «che essa è moralmente tenuta a portare nella vita ciò che ha già elaborato in sé».
Fra le sue opere si ricorda il Saggio sulla storia del pensiero del tempo moderno, 1888-1894. Si cimentò anche nella critica letteraria e scrisse su Shakespeare, Dickens, Zola e fu tra i primi ad apprezzare la poesia di Walt Whitman.

## Opere
- Opere scelte su problemi politico-sociali, a cura di I. A. Teodorovič, 4 voll., Mosca, 1934-1935